# Michael Parensen
Michael Parensen (* 24. Juni 1986 in Bad Driburg) ist ein ehemaliger deutscher Fußballspieler und heutiger Fußballfunktionär. Seit 2024 ist er Geschäftsführer Sport bei SK Sturm Graz.

## Spielerkarriere
Der in Bad Driburg geborene Parensen begann seine Spielerkarriere im benachbarten Nieheim beim VfL Eversen. Von dort kam er über die Stationen TuS Bad Driburg und SC Paderborn 07 2002 in die Jugendmannschaft von Borussia Dortmund. In Dortmund gelang dem Abwehrspieler 2004 auch der Sprung in den Männerbereich, wobei er nur bei der in Regionalliga Nord spielenden zweiten Mannschaft eingesetzt wurde. Mit dem BVB stieg er in seiner Debütsaison in die Oberliga Westfalen ab, feierte aber im Folgejahr die Rückkehr in die Regionalliga. Dieses Mal konnten die Dortmunder die Klasse halten.

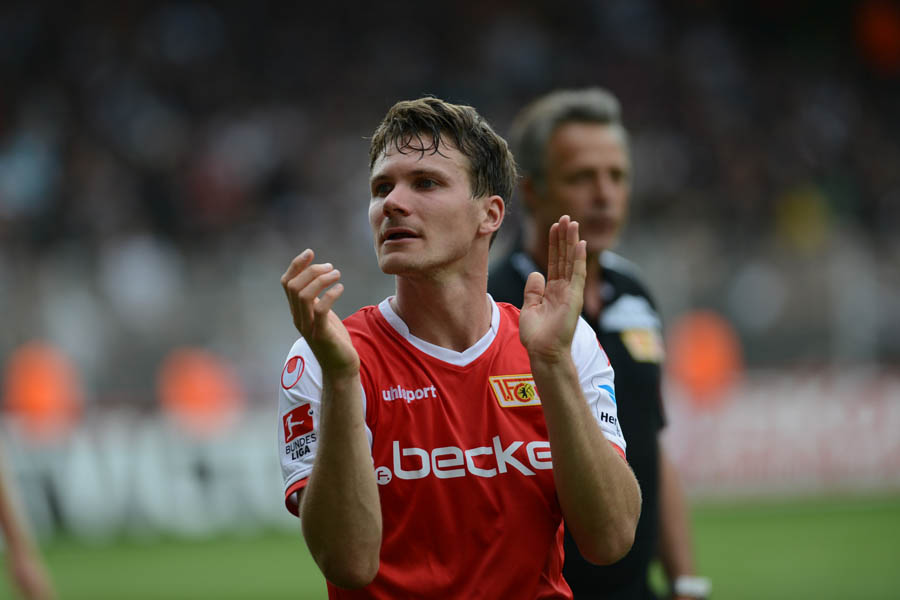
Michael Parensen
nach dem Schlusspfiff beim 3:2-Sieg
über den FC St. Pauli am 31. August 2013

Parensen wechselte nach der Saison 2006/07 zum 1. FC Köln, für den er zunächst in der zweiten Mannschaft eingesetzt wurde. Mit dieser gelang ihm, wie bereits zuvor schon mit dem BVB, der Aufstieg von der Ober- in die Regionalliga. Im Sommer 2008 rückte er in den Lizenzspielerkader des 1. FC Köln, verließ den Verein aber bereits ein halbes Jahr später und wechselte in der Winterpause zum damaligen Drittligisten 1. FC Union Berlin. In den verbleibenden 18 Spielen war er dort Stammspieler und half, den Aufstieg in die 2. Bundesliga zu sichern. Im Jahr darauf blieb er auch in der höheren Spielklasse auf der Linksaußenposition, bis ein Innenbandanriss seine Saison vorzeitig beendete. In der Saison 2010/11 machte ihm dann allerdings sein Knie weiterhin zu schaffen. Nach verpasstem Saisonstart riss das Innenband nach drei Einsätzen komplett und erst zur Rückrunde stand er wieder zur Verfügung. Da aber auch nur bis Anfang April und nach fortdauernden Beschwerden musste er sich einer Knieoperation unterziehen. Der zunächst bis 2013 laufende Vertrag bei Union wurde am 27. Oktober 2011 um zwei Jahre bis zum Saisonende 2014/15 verlängert.
Sein erstes Profitor erzielte Parensen in der Zweitligapartie zwischen dem 1. FC Union und dem Karlsruher SC am 15. Oktober 2011 (Endstand 2:0).
Michael Parensen ist der Spieler mit den meisten Einsätzen in der 2. Bundesliga für den 1. FC Union Berlin. Im Sommer 2019 stieg er mit Union Berlin erstmals in der Vereinsgeschichte in die Erste Bundesliga auf. Dort kam er am 8. Spieltag beim 2:0-Sieg gegen den SC Freiburg im Alter von 33 Jahren zu seinem Bundesligadebüt. Am 17. Spieltag traf er bei der 1:2-Niederlage gegen Fortuna Düsseldorf auch erstmals in der höchsten deutschen Spielklasse.
Mit dem Ende der Saison 2019/20, in der er noch neunmal in der 1. Bundesliga und viermal im DFB-Pokal zum Einsatz kam, beendet Parensen seine aktive Profilaufbahn. Er ist seitdem in der Geschäftsstelle des Vereins tätig. Im Herbst schloss sich Parensen dem Berliner Landesligaaufsteiger Polar Pinguin an.
Darüber hinaus kam er in den Nachwuchs-Nationalmannschaften des DFB zu insgesamt 17 Länderspielen.

## Zeit als Fußballfunktionär
Nachdem Parensen nach seinem Karriereende als Profifußballer bereits ab Sommer 2020 in verschiedenen Positionen für den 1. FC Union Berlin gearbeitet hatte, übernahm er von Sommer 2022 bis April 2024 die Rolle des Sportdirektors des Bundesligisten. Ende November 2024 wurde er Geschäftsführer Sport beim amtierenden österreichischen Meister SK Sturm Graz.

## Erfolge

### Als Spieler
- Aufstieg in die 2. Bundesliga 2009 mit Union Berlin
- Aufstieg in die 1. Bundesliga 2019 mit Union Berlin

### Als Funktionär
- Österreichischer Meister 2025